# David 't Kindt
David François 't Kindt, né à Gand, comté de Flandre (Pays-Bas du Sud, dans le Saint-Empire), le 12 janvier 1699 et y décédé le 14 juillet 1770 est un architecte flamand actif à Gand, capitale du comté de Flandre.
Il figure avec son confrère Bernard de Wilde, parmi les représentants les plus marquants du rococo gantois. Son art se caractérise par une influence du baroque exubérant de l'Allemagne du Sud pondéré par le style Louis XV.
Il reçut une formation traditionnelle de maître d'œuvre au sein de la corporation des charpentiers dont il reçut la maîtrise à 27 ans.
Il créa surtout de beaux hôtels de maître où son style particulier se remarque.

## Œuvres à Gand
- Le Corps de Garde, 1738.
- l'hôtel 't Kindt,  construit en 1746  à la place de l'ancien steen de la famille Damman van Oombergen, et vendu lors de la construction à la famille de Ghellinck.
- L'hôtel de Coninck (1753), siège du Design museum Gent
- L'hôtel d'Hane-Steenhuyse (1768)
- L'hôtel Clemmen (1746-1772), actuellement "Musée Vander Haeghen".